# ペリゴール

ペリゴールの紋章

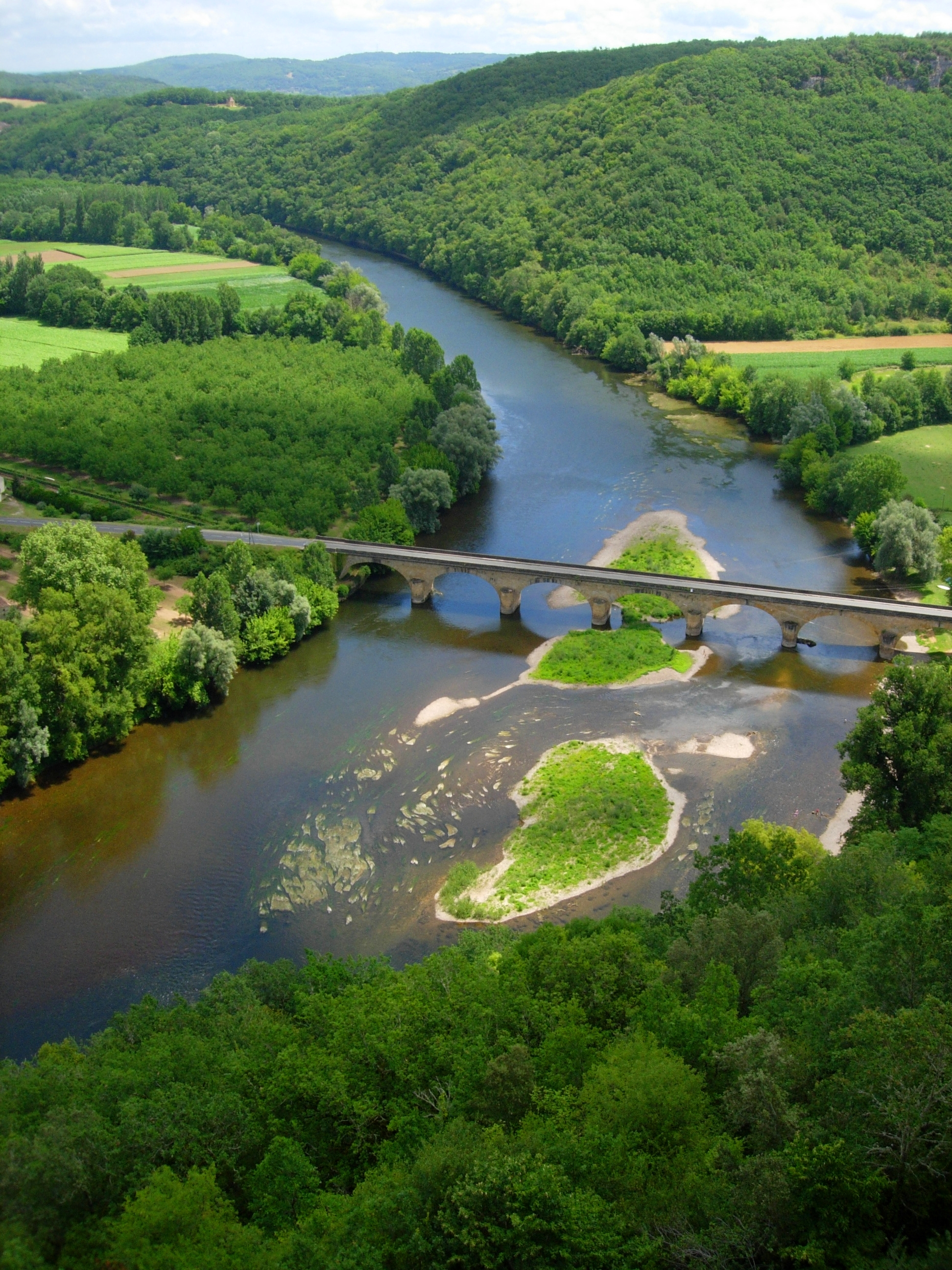
ペリゴールを流れるドルドーニュ川

ペリゴール （Périgord ( pronunciation) オック語: Peiregòrd / Perigòrd）は、フランスの旧州。現在のドルドーニュ県とほぼ一致する。
ペリゴールは4つの地方に分割される。ペリゴール・ノワール（Périgord noir、中心地：サルラ＝ラ＝カネダ）、ペリゴール・ブラン（Périgord blanc、中心地：ペリグー）、ペリゴール・ヴェール（Périgord vert、中心地：ノントロン）、ペリゴール・プルプル（Périgord pourpre、中心地：ベルジュラック）である。
ヨーロッパ有数の手つかずの自然を持つ。
ペリゴールは美食で知られ、フォワグラが特に有名である。またトリュフの産地として伝統的に有名である。ペリゴール産のワインには、ベルジュラック、モンバジヤックが知られる。
ドルドーニュ県の県都はペリグーである。古代ローマ時代の遺跡など、先史時代の史跡が豊富である。最も有名なのは、洞窟画で知られるラスコー洞窟である。
ペリゴールには、ピュイ・マルタン城、ロッス城、オートフォール城、ベニャック城といった1001もの中世及びルネサンス期の城がある。これらは主にドルドーニュ川とヴェゼール川沿いにある。その他には、ジュミリャック・ル・グラン城、フェヌロン城、ビロン城、ブルデイユ城、カステルノー城、ピュイギレム城、ルフィヤック城がある。